# Solomon Lefschetz
Solomon Lefschetz [solomón léfšec] (rusko Соломо́н Ле́фшец), ameriški matematik ruskega rodu, * 3. september 1884, Moskva, Ruski imperij (danes Rusija), † 5. oktober 1972, Princeton, New Jersey, ZDA.

## Življenje in delo
Lefschetz je bil najprej inženir, nato pa se je 'spreobrnil' v matematika. Deloval je na Univerzi Princeton na področju topologije. 
V algebrski topologiji je znano Lefschetzovo število {\displaystyle L(f)\!\,}. Za enotsko sfero {\displaystyle S^{n-1}\!\,} v -{\displaystyle n\!\,}- razsežnem prostoru {\displaystyle \mathbb {R} ^{n}} je:
{\displaystyle L(f)=1-(-1)^{n}d(f)\!\,.}
Med letoma 1935 in 1936 je bil predsednik Ameriškega matematičnega društva (AMS). Od leta 1928 do 1958 je bil urednik revije  Annals of Mathematics, ki je v tem času postala zelo znana in ugledna.

## Priznanja

### Nagrade
Leta 1964 je skupaj z Haroldom Morsejem prejel Nacionalno medaljo znanosti.